# Adolphus Vorstius
Adolphus Vorstius (nato Adolphe Vorst; Delft, 18 novembre 1597 – Leida, 9 ottobre 1663) è stato un medico e botanico olandese, rettore dell'Università di Leida.

## Biografia
Figlio di Aelius Everhardus Vorstius, si iscrisse all'Università di Leida nel 1612. Qui imparò il greco sotto Henricus Bredius e Bonaventura Vulcanius e studiò gli scritti di Omero e Luciano. Frequentò anche le lezioni di Petrus Cunaeus e Daniel Heinsius applicandosi pure allo studio della lingua araba sotto la guida di Thomas Erpenius. Questi studi linguistici erano finalizzati ad ampliare le sue competenze nello studio della botanica. Conseguita la laurea in Arti liberali trascorse sette all'estero, studiando nelle università belghe, britanniche, francesi e italiane. Dopo ulteriori studi con Paul Reneaulme a Blois, conseguì il dottorato in medicina presso l'Università di Padova sotto Adriaan van den Spiegel il 20 agosto 1622. Tornato in patria, ricevette dal reggente Maurizio d'Orange l'incarico di professore associato di medicina all'Università di Leida, ufficio che assunse il 10 febbraio 1624.
Il 13 maggio 1625 divenne professore ordinario di medicina e botanica, incarico a cui era collegata la gestione dell'Hortus Botanicus. In questa veste, realizzò un catalogo che documentò la continua crescita del giardino botanico. Fu rettore dell'Università di Leida negli anni 1636, 1652 e 1660. Morì all'età di sessantadue anni a causa di una calcolosi delle vie urinarie.

## Lavori
- Recognitio versionis Ioannis Obsapaei aphorismorum Hippocratis. Leida 1628
- Oratio funebris in obitum Gilberti Iacchaei cum variorum epicediis. Leida 1628
- Oratio funebris recitata in exequiis Petri Cunai. Leida 1638
- Catalogus plantarum horti Academici Lugdono-Bataui, quibus in instrucus erat anno 1642. Indice di accesso plantatum indigenarum, quae prope Lugdunum in Batauis nascuntur. Leida 1643
- Oratio funebris in eccesso Claudii Salmasi habita. Leida 1652
- Harangue funèbre sur la mort de l'incomparabile Claude de Soumaize. Leida 1663 (in linea )

Il suo nome è legato a una serie di dispute sorte intorno ai suoi insegnamenti.